# Ideopsis contigua
Ideopsis contigua är en fjärilsart som beskrevs av Talbot 1939. Ideopsis contigua ingår i släktet Ideopsis och familjen praktfjärilar. Inga underarter finns listade i Catalogue of Life.